# Callionymus bleekeri
Callionymus bleekeri, tên thông thường là cá đàn lia Bleeker, là một loài cá biển thuộc chi Callionymus trong họ Cá đàn lia. Loài này được mô tả lần đầu tiên vào năm 1983, được đặt theo tên của nhà ngư học Pieter Bleeker.

## Phân bố và môi trường sống
C. bleekeri được tìm thấy tại Indonesia.